# السينما السودانية
السينما السودانية أنشئت أول وحدة لإنتاج الأفلام في السودان في عام 1949، وهي مكتب الاتصالات العام للتصوير السينمائي الذي اقتصر إنتاجه على الأفلام الدعائية، وجريدة نصف شهرية، وكان هذا الإنتاج خاضعاً لسلطات الاستعمار البريطاني.

## تاريخ

### عهد الإحتلال البريطاني
شهد عام 1912 عرض أول فيلم في السودان وبالضبط بالأبيض وكان الفيلم من صنف الوثائقي الذي يوثق لانشاء خط السكة الحديدية

### بعد الإستقلال

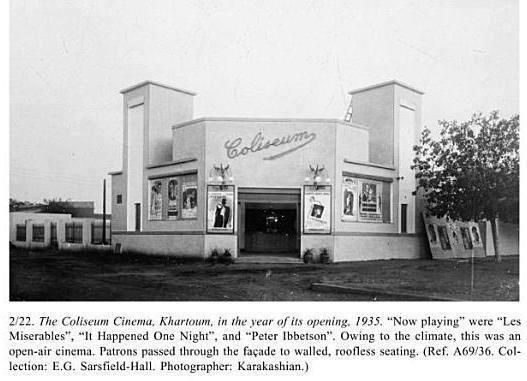
دار سينما الكوليسيوم 1935

وعندما استقل السودان عام 1956، كان عدد دور العرض 30 داراً، وبعد ثورة 25 مايو 1969، آلت عملية الاستيراد والتوزيع إلى الدولة، وأنشئت مؤسسة للسينما باسم مؤسسة الدولة للسينما، تتبع وزارة والثقافة الإعلام، ولكن التأميم لم يشمل دور العرض التي وصل عددها إلى 55 داراً.
كما امتلكت المؤسسة سيارة سينما، ووحدتين للوسائل السمعية البصرية بوزارتي التربية والتعليم، والزراعة والري، وحتى الآن اقتصر إنتاج المؤسسة على الأفلام التسجيلية والقصيرة، بمتوسط عشرة أفلام في السنة.
ويلاحظ أن الأفلام التي أنتجت منذ بداية الخمسينيات حتى الآن، ليس من بينها سوى فيلمين أو ثلاثة تنطوي على محاولات جادة، فالسينما تربية للنشئ، ومعالجة لمشاكل الناس.
وجرى التركيز على السينما التسجيلية دون الروائية، ومن المحاولات التسجيلية الجادة في السينما السودانية فيلم «الطفولة المشرّدة» الذي يعالج مشكلة الأطفال الذي ينزحون من الريف إلى المدينة، ويجدون أنفسهم غير قادرين على الانسجام معها، فيقعون فريسة الانحرافات كالسرقة وغيرها، وأخرجه كمال محمد إبراهيم، وتمّ إخراجه بعد الاستقلال أي بين عامي 1956و1957، ثم أُخرج فيلمٍ آخر في هذا الاتجاه هو فيلم «المنكوب»، وصوره المصور السينمائي السوداني جاد الله جبارة. ولكن أكثر الأفلام التسجيلية كانت عن النشاط الحكومي الرسمي وإنجازاته دون أن تحمل أية معالجة سينمائية فنية متميزة، بدليل أن المخرج إبراهيم شنات الذي تخرج عام 1964 بعد أن درس السينما في جمهورية ألمانيا الديمقراطية، حاول إنتاج أفلامٍ تسجيلية خارج هذا الإطار الرسمي ففشل بسبب التعقيدات الروتينية.
كان السينمائيون السودانيون الجدد قد بدؤوا يطرحون بعد عام 1967 شعار إحلال الفكر محل الإثارة، وفي تلك المرحلة بدأ نشاط ثقافي واسع في جامعة الخرطوم حيث تشكَّل مسرح سمي بجماعة المسرح الجامعي، وأسس نادى سينمائي وفرق للفن الشعبي مما شجع عدداً آخر من الشبان السودانيين على السفر إلى الخارج ودراسة السينما والمسرح دراسة متخصصة، ومن هؤلاء: سامي الصاوي الذي درس في معهد الفيلم البريطاني في لندن، ومنار الحلو، والطيب مهدي، اللذان درسا التصوير في رومانيا، وسليمان نور، الذي درس على يد السينمائي التسجيلي الكبير رومان كارمن وتخرج من معهد السينما في موسكو عام 1979. وكانت لدى هؤلاء الشباب إرادة صنع سينما تسجيلية حقيقية مرتبطة بحياة الناس.
ومن هنا بدأت تبرز مسألة سينما جديدة، أو بالأحرى بداية جادة لسينما تسجيلية، ولكن ما جعل هذه المحاولة ناقصة هو الروتين بين العاملين بين قسم السينما، وبين الإنتاج السينمائي، الذي يمتلك الإمكانات الفنية، بالإضافة إلى تعدد الجهات التي تتحدث باسم السينما.
وقد جرت أول محاولة لإنتاج فيلم روائي طويل عام 1970، وهو فيلم «آمال وأحلام» إنتاج الرشيد مهدي وإخراج إبراهيم ملاسي، وقام بالمحاولة الثانية أنور هاشم الذي أنتج وأخرج فيلم «شروق» عام 1973.
أما قسم السينما في وزارة الثقافة فقد أنتج فيلمين فقط خلال السبعينيات، وهما فيلم «دائر على حجر» من إخراج سامي الصَّاوي، ويتناول حرفة يدوية في طريقها إلى الانقراض، وهي صناعة حجر الطاحون. وفيلم «أربع مرات للأطفال» من إخراج الطيب مهدي، ويعالج مشكلة الأطفال المعوقين.

## مجلات
وفي السودان مجلة سينمائية دورية تصدر كل أربعة أشهر، وتهتم بشكل خاص بالمادة السينمائية السودانية، بالإضافة إلى موضوعات السينما في الوطن العربي وفي العالم. ومن الأفلام السودانية التي نالت جوائز في المهرجانات فيلم «ومع ذلك فالأرض تدور» للمخرج سليمان النور، الذي نال إحدى جوائز مهرجان موسكو الحادي عشر في مسابقة الأفلام التسجيلية، وللمخرج نفسه فيلم آخر مميز باسم «أفريقيا».

## فعاليات سينمائية
مؤخراً بدأت نهضة سينميائية في السودان، وهي الفترة من منتصف التسعينات وكانت قمتها في مهرجان الخرطوم للسينما المستقلة 2014 والذي أبرز عدداً من السينمائين السودانين الشباب: أمجد ابوالعلا، احمد شاويش، طلال عفيفي، وآخرين تدربوا بين في معاهد خارج السودان الإمارات ومصر وآخرين تدربوا في ورشات المعهد الألماني (جوتة) في ورشات سينمائية مختلفة.
ورغم هذه النهضة تسبب الصراع المسلح بين الجيش السوداني وقوات الدعم السريع في تراجع حضور المخرجين والمنتجين على أرض الواقع وتقديم إنتاجات جديدة باستثناء جهود فردية محدودة.

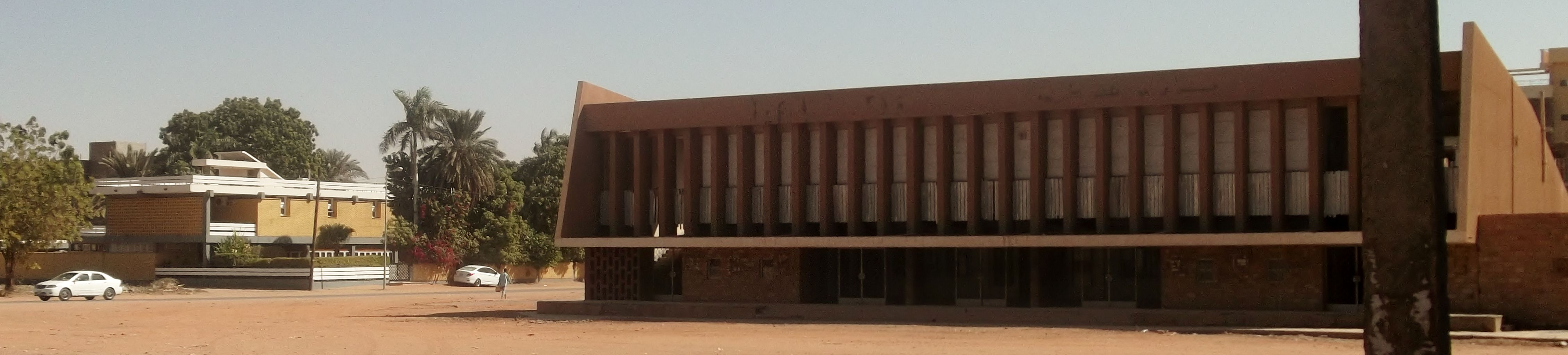
الصافية سينما

## وصلات خارجية
https://www.researchgate.net/publication/354175494_Sudanese_Cinema_Past_Present_and_Future

https://books.google.com/books/about/%D8%A7%D9%84%D8%B3%D9%8A%D9%86%D9%85%D8%A7_%D9%81%D9%8A_%D8%A7%D9%84%D8%B3%D9%88%D8%AF%D8%A7%D9%86.html?id=Fx_yoQEACAAJ